# Calomyscus elburzensis
Calomyscus elburzensis є видом мишоподібних хом’яків. Він зустрічається в північно-східному та північному Ірані, західному Афганістані та південному Туркменістані, де зустрічається в скелястих районах у горах. Мало що відомо про його екологію, відомо лише з Ірану, де цей вид зустрічається на безплідних, сухих і скелястих гірських схилах з невеликою рослинністю. Він гніздиться в прихованих ущелинах скель, окремі особини часто діляться сприятливими місцями для укриттів і харчуються рослинами роду Bromus. Здається, він не виключно нічний; у літні місяці він активний лише в темний час доби, але восени та взимку його можна побачити в пошуках їжі вдень. Сезон розмноження тривалий, рання вагітність спостерігається з жовтня по листопад, зазвичай два виводки на рік.